# Alburnus kotschyi
Alburnus kotschyi е вид лъчеперка от семейство Шаранови (Cyprinidae).